# Lycosa erjianensis
Lycosa erjianensis este o specie de păianjeni din genul Lycosa, familia Lycosidae, descrisă de Yin și Zhao, 1996. Conform Catalogue of Life specia Lycosa erjianensis nu are subspecii cunoscute.